# SN 2001ds
SN 2001ds – supernowa typu Ia? odkryta 14 sierpnia 2001 roku w galaktyce UGC 1654. W momencie odkrycia miała maksymalną jasność 16,20m.